# ジギタリス (音楽グループ)
ジギタリスは日本のバンド。2003年に大学のサークルで結成される。Nomadic Recordsより2枚のアルバムを、TEAM Entertainment Inc. より1枚のアルバムをリリースしている。

## メンバー

### 現在のメンバー
- 山本美禰子（ボーカル・ギター）
- 永井善敬（ギター）
- 長岡漠（ベース）

### 旧メンバー
- 屋代忠重（ギター）
- 松本和馬（ドラムス）

## 作品

### アルバム
|   | 発売日         | タイトル                   | レーベル                |
| 1 | 2006年 1月12日 | 奇妙な肖像                 | Nomadic Records         |
| 2 | 2007年10月10日 | SYZYGIA                    | Nomadic Records         |
| 3 | 2010年 5月12日 | Ars Magna 〜大いなる作業〜 | TEAM Entertainment Inc. |

### demo CD
- 1st-demoCD
  1. 爪先
  2. 届かないドア
  3. 光零す雲間
  4. 線上のノクターン

- 2nd-demoCD
  1. ヘキサグラム
  2. ムーサの神託